# Amica (Zeitschrift)
Amica (Eigenschreibweise AMICA) war eine monatlich erscheinende deutsche Frauenzeitschrift, die sich inhaltlich mit Fitness, Mode und Wellness befasste. Zielgruppe waren Frauen unter 40 Jahren, eine Ausgabe hatte rund 110 bis 140 Seiten. Sie wurde 1996 von der Verlagsgruppe Milchstraße gegründet, später von Hubert Burda Media übernommen und 2009 schließlich eingestellt.

## Geschichte
Die erste Ausgabe von Amica erschien am 11. Januar 1996 in einer Auflage von 400.000 Stück. Der Titel sollte ein neues Konzept für Frauenzeitschriften auf dem deutschsprachigen Markt etablieren. 1999 strahlte der Musiksender Viva eine in Zusammenarbeit mit dem Magazin produzierte Fernsehsendung namens Amica TV mit Moderatorin Aleksandra Bechtel aus. Im Zuge der Übernahme der Verlagsgruppe Milchstraße durch Hubert Burda Media zum Jahreswechsel 2004/2005 kam auch Amica zum Münchner Medienkonzern. Einige Monate später wurde Amica einem Relaunch unterzogen, dessen Ziel in erster Linie die Ausrichtung auf ein jüngeres Publikum war. Die Zeitschrift wurde intern der Bunte People Group um Chefredakteurin Patricia Riekel zugeordnet. 2009 kündigte Hubert Burda Media schließlich die Einstellung von Amica an. Als Grund für diesen Schritt wurde die Krise im Anzeigenmarkt genannt. Die verkaufte Auflage sank von 256.225 Exemplaren im ersten Quartal 1998 auf 145.260 Exemplare im ersten Quartal 2009, ein Minus von 43,3 Prozent. Die Amica-Website wurde fortgeführt.